# Die Dreizehn (1936)

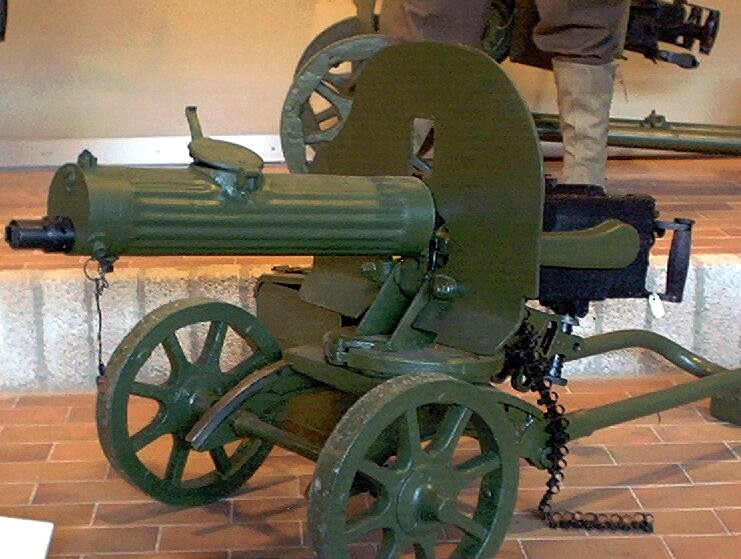
Das Maxim-Maschinengewehr. Damit trotzen im Film dreizehn heldenmütige Verteidiger dem übermächtigen Feind buchstäblich bis zum letzten Mann und letzten Schuss.

Die Dreizehn (russisch Trinadzat/Kyrillisch Тринадцать) ist ein Spielfilm des sowjetischen Regisseurs Michail Romm aus dem Jahr 1936. Der Film glorifiziert den Kampf um die Durchsetzung der Sowjetherrschaft in den südlichen Regionen des ehemaligen Russischen Reiches gegen einheimische Widerständler.

## Handlung
Mittelasien in den 1920er Jahren. Zehn demobilisierte Rotarmisten, ein Kommandeur mit seiner Ehefrau und ein alter Geologe durchqueren die Wüste in Richtung Heimat. Im Sandsturm vom Weg abgekommen, suchen die Dreizehn Schutz in einem verfallenen Gemäuer. Dort entdecken sie einen versteckten, fast ausgetrockneten Brunnen und zwei Maschinengewehre samt Munition. Kein Zweifel – sie sind auf einen geheimen Stützpunkt der Basmatschen gestoßen, jener berüchtigten Banditen, die der Sowjetmacht seit Jahren hartnäckig Widerstand leisten.
Statt sich mit der Zerstörung des feindlichen Schlupfwinkels zu begnügen, entwickelt Kommandeur Schurawljow einen verwegenen Plan, denn ihm ist bekannt, dass sich in einiger Entfernung gerade eine größere Einheit der Roten Armee auf dem Marsch befindet. Mit deren Hilfe könnte es gelingen, den Basmatschen endlich einen entscheidenden Schlag zu versetzen. Schurawljow sendet einen der Rotarmisten auf den gefahrvollen Weg allein durch die Wüste, um die Einheit zu verständigen, und verschanzt sich mit den übrigen in der Ruine, um die Basmatschen zu einem Angriff zu verleiten und sie dann bis zum Eintreffen der Verstärkung hinzuhalten.
Tatsächlich lassen die Basmatschen nicht lange auf sich warten. Zunächst erscheint ein Parlamentär, der sich als Oberstleutnant Skuratow vorstellt. Er bietet freien Abzug gegen die Herausgabe der Maschinengewehre an. Schurawljow muss dies natürlich ablehnen, zugleich aber seine eigentlich aussichtslose Lage geschickt verschleiern, damit der Feind nichts von der geplanten Falle ahnt. So gibt er sich betont selbstsicher und behauptet, dass der Brunnen genügend Wasser führe und sein Trupp stark genug sei, um eine Belagerung notfalls länger auszuhalten als die Belagerer selbst.
Es entbrennt ein erbarmungsloser Kampf. Wieder und wieder setzt die Übermacht der Basmatschen zum Sturmangriff an. Noch gelingt es den Verteidigern, sie zurückzuschlagen, aber einer nach dem anderen fällt, auch Schurawljow. Soldat Aktschurin, der daraufhin das Kommando übernimmt, legt jedoch die gleiche Härte und Entschlossenheit an den Tag. Als Skuratow, von Durst und Hitze bereits sichtlich gezeichnet, erneut verhandeln will, weist er ihn ebenso ab und täuscht ihm vor, dass die Verteidigung noch immer in bester Verfassung sei und über reichlich Wasser verfüge.
Endlich, nachdem Aktschurin, der letzte Überlebende, gerade die letzte Munition verschossen hat, trifft die Armeeabteilung auf dem Kampfplatz ein. Sie hatte den Boten, der schon dem Verdursten nahe war, glücklicherweise noch rechtzeitig gefunden. Die Basmatschen werden besiegt und ihr Anführer gefangen genommen. Den verwundeten Skuratow führt man in die Ruine, wo er völlig erschöpft zusammenbricht, während Aktschurin, kurz zuvor ebenfalls fast am Ende seiner Kräfte, sich bereits wieder aufgerafft hat.

## Entstehung
Die Außenaufnahmen entstanden von Februar bis August 1936 in der Wüste Karakum unweit der Stadt Aşgabat, seinerzeit russisch Aschchabat genannt, heute Hauptstadt von Turkmenistan.

## Synchronisation
Die deutschsprachige Synchronisation erfolgte bei der Firma PHÖNIX-FILM, die 1946 im englischen Sektor von Berlin gegründet worden war, 1947 auch eine Lizenz für die Sowjetische Besatzungszone erhalten hatte und 1951 von der Filmgesellschaft DEFA übernommen wurde. Es sprachen Uwe Döring (Swiridenko), Guido Goroll (Skuratow), Angelika Hurwicz (Schurawljowa), Ernst Kahler (Shurba), Fritz Kösling (Lewkojew), Peter Marx (Aktschurin), Waldemar Pottier (Petrow), Georg Reuter (Kulijew), Raimund Schelcher (Schurawljow), Hans Schoelermann (Postjakow), Frank Scholze (Muradow) und Gerry Wolff (Timoschkin).
In den Kinos der DDR lief der synchronisierte Film am 19. Mai 1950 an. Der Deutsche Fernsehfunk der DDR sendete ihn erstmals am 2. September 1968.

## Trivia
- Der US-amerikanische Kriegsfilm Sahara des Regisseurs Zoltan Korda aus dem Jahr 1943 basiert auf einer Erzählung von Philip McDonald nach dem Film Trinadzat.
- Der Auftritt des seinerzeit bekannten und beliebten Schauspielers Nikolaj Krjutschkow in der Rolle des Rotarmisten Nikolai Gusijew währt nur ungefähr eine Sekunde, er wird auch im Vorspann nicht genannt.
- Jelena Kusmina, Darstellerin der Kommandeursgattin M. N. Schurawljowa, heiratete später den Regisseur.